# Mosoru
Mosoru – wieś w Rumunii, w okręgu Hunedoara, w gminie Toplița. W 2011 roku pozostała niezamieszkana.